# Diernæs
Diernæs er en lille landsby på det sydvestlige Fyn med 294 indbyggere  (2024) 4 km øst for Faaborg. Den ligger i Faaborg-Midtfyn Kommune og tilhører Region Syddanmark.
Første gang Diernæs nævnes er i Kong Valdemars Jordebog i år 1231. Langt senere er den udvidet med flere huse, gårde, 70'er-villakvarterer, sportplads, forsamlingshus, campingplads, håndværkere og små foreninger. Diernæs befolkes af både unge, gamle og nye børnefamilier.